# Berat Aktepe
Berat Safa Aktepe (* 23. April 1989) ist ein ehemaliger türkischer Eishockeyspieler, der zuletzt bis 2010 für die Mannschaft der türkischen Polizeiakademie in der Türkischen Superliga spielte.

## Karriere
Berat Aktepe begann seine Karriere bei Ankara Emniyet. Von 2008 bis 2010 spielte er für Polis Akademisi ve Koleji, das Team der türkischen Polizeiakademie, in der Superliga. 2009 wurde er mit der Mannschaft türkischer Meister. Als der Spielbetrieb 2010 eingestellt wurde, beendete er mit nur 21 Jahren seine Vereinskarriere.

### International
Für die Türkei nahm Aktepe im Juniorenbereich in der Division III an den U18-Weltmeisterschaften 2006 und 2007 sowie den U20-Weltmeisterschaften 2007 und 2008 teil. Zudem spielte er mit der türkischen Studentenauswahl bei der Winter-Universiade 2011 in Erzurum.
Mit der Herren-Nationalmannschaft spielte er bei der Weltmeisterschaft der Division III 2009 und bei der Weltmeisterschaft der Division II 2010. Zudem stand er bei der Qualifikation für die Olympischen Winterspiele 2010 in Vancouver für das Team vom Bosporus auf dem Eis.

## Erfolge und Auszeichnungen
- 2009 Türkischer Meister mit Polis Akademisi ve Koleji
- 2009 Aufstieg in die Division II bei der Weltmeisterschaft der Division III